# حراث تحتربة
حراث تحتربة أو رافعة مسطحة عبارة عن أداة زراعية مثبتة على جرار تستخدم للحراثة العميقة وتخفيف وتكسير التربة على أعماق أقل من المستويات التي تعمل بها المحاريث المسالف أو الأمشاط القرصية أو المحراث الدوار. تقوم معظم هذه الأدوات بتفتيت التربة السطحية وقلبها إلى عمق 15-20 سم (6-8 بوصات)، بينما يعمل حراث التحتربة على تفتيت التربة وتفكيكها إلى ضعف هذا العمق.
إن حراث التحتربة هي أداة حراثة تعمل على تحسين النمو في جميع المحاصيل التي يمثل ضغط التربة فيها مشكلة. في الزراعة، تُستخدم الأجنحة المائلة لرفع وتحطيم الطبقة الصلبة التي تتراكم بسبب الضغط. يوفر التصميم حرثًا عميقًا، مما يؤدي إلى تخفيف التربة بشكل أعمق مما يمكن المحراث الوصول إليه. يمكن لمحراث التحتربة الزراعي، وفقًا لشركة Unverferth، أن يخلخل الأرض الصلبة حتى عمق 60 سم (24 بوصة).